# ألفارو دي كاسترو
ألفارو دي كاسترو هو عسكري وسياسي برتغالي، ولد في 9 نوفمبر 1878 في غوآردا في البرتغال، وتوفي في 29 يونيو 1928 في قلمرية في البرتغال. نشط حزبياً في Reconstitution Party ‏.